# 雅莉安娜·理察斯
雅莉安娜·理察斯（英語：Ariana Richards，1979年9月11日—）是美國女演員和畫家。她最出名的角色是電影《侏羅紀公園》中的亞力克西絲·莫菲「蕾克絲」。她曾多次獲得年輕藝術家獎。

## 生平
2013年，雅莉安娜·理察斯主演電影Battledogs，於紐約州布法羅市拍攝。
2014年2月，雅莉安娜·理察斯在VH1100大童星中排名第98 。